# Бабароага (Арђеш)
Бабароага (рум. Babaroaga) насеље је у Румунији у округу Арђеш у општини Мозачени. Oпштина се налази на надморској висини од 176 m.

## Становништво
Према подацима из 2002. године у насељу је живело 836 становника, од којих су сви румунске националности.